# Congregazione laicale
Le congregazioni laicali, nella Chiesa cattolica latina, sono quegli istituti di vita consacrata ai quali i membri si legano pronunciando voti semplici (diversamente da quelli degli ordini, che li pronunciano in forma solenne) e le cui finalità non richiedono che i membri siano sacerdoti.
Possono essere sia maschili che femminili.
Sono previste dal canone 588, comma 3, del Codex Iuris Canonici del 1983.

## Storia
La vita religiosa in età medievale era stata caratterizzata forme assai fluide di vita comune, sia maschile e femminile: accanto ai tradizionali ordini religiosi, esistevano numerosi sodalizi privi di carattere istituzionale di laici dediti all'apostolato attivo (penitenti, beghine e begardi, vedove, terziari ecc.).
Durante l'età della Controriforma venne dato un assetto più rigoroso alla vita consacrata: alle religiose venne imposto l'obbligo della clausura e le antiche fraternità maschili, da sempre guardate con sospetto, vennero dissolte.
Le prime congregazioni laicali che rinunciarono alla professione dei voti solenni sorsero solo negli ultimi anni del XVII secolo e, per quanto riguarda le comunità maschili, spesso proibivano espressamente ai propri membri l'accesso al sacerdozio (come ad esempio i Fratelli delle Scuole Cristiane, fondati da san Giovanni Battista de La Salle nel 1682, ai quali si ispirarono anche i Fratelli dell'Istruzione Cristiana di Ploërmel e di San Gabriele).
Sono solitamente dedite ad attività educative (istruzione e catechesi) o ad altre opere di carità (assistenza agli infermi, agli orfani, ai carcerati).
Oggi le congregazioni laicali sono prevalentemente femminili (solo quelle di diritto pontificio sono circa un migliaio).

## Le congregazioni laicali maschili
Elenco storico giuridico di precedenza delle congregazioni religiose laicali maschili di diritto pontificio:
- Fratelli delle Scuole Cristiane (Lasalliani);
- Fratelli Cristiani;
- Fratelli della Sacra Famiglia di Belley;
- Fratelli dell'Immacolata Concezione di Maastricht;
- Fratelli dell'Istruzione Cristiana di Ploërmel;
- Fratelli di Nostra Signora della Misericordia;
- Fratelli della Beata Maria Vergine Madre della Misericordia (Fratelli di Tilburg);
- Fratelli Maristi delle Scuole (Piccoli Fratelli di Maria);
- Figli dell'Immacolata Concezione (Concezionisti);
- Fratelli Celliti o Alessiani di Aquisgrana;
- Istituto dell'Opera della Gioventù (Jean-Joseph Allemand);
- Fratelli di San Patrizio;
- Fratelli della Carità di Gent;
- Fratelli della Misericordia;
- Fratelli della Presentazione;
- Fratelli del Sacro Cuore;
- Fratelli di Nostra signora di Lourdes;
- Fratelli della Misericordia di Maria Ausiliatrice;
- Fratelli Francescani della Santa Croce;
- Fratelli dell'Istruzione Cristiana di San Gabriele;
- Fratelli dei Poveri di San Francesco Serafico;
- Fratelli di San Luigi Gonzaga;
- Fratelli di San Francesco Saverio (Fratelli Saveriani);
- Fratelli del Terz'Ordine Regolare di San Francesco d'Assisi di Mountbellew;
- Fratelli Missionari di San Francesco d'Assisi;
- Fratelli dell'Immacolata Concezione della Beata Maria Vergine (Fratelli di Huijbergen);
- Fratelli di San Giuseppe Benedetto Cottolengo (Cottolenghini);
- Fratelli giuseppini del Rwanda (Bayozefiti);
- Piccoli Fratelli di Gesù (Foucauld);
- Fratelli del Terz'Ordine Regolare di San Francesco d'Assisi di Brooklyn;
- Fratelli del Sacro Cuore di Gesù;
- Missionari della Carità (Fratelli di Madre Teresa);
- Missionari dei Poveri.